# 15146 Halpov
15146 Halpov eller 2000 EQ130 är en asteroid i huvudbältet som upptäcktes den 11 mars 2000 av LONEOS vid Anderson Mesa Station. Den är uppkallad efter amatörastronomen Harold R. Povenmire.
Asteroiden har en diameter på ungefär 4 kilometer och den tillhör asteroidgruppen Koronis.